# Rumbler Rock
Der Rumbler Rock (von englisch rumbler ‚Rumpelnder‘) ist ein Brandungspfeiler im Palmer-Archipel westlich der Antarktischen Halbinsel. Er liegt 5,5 km westlich des Bonaparte Point vor der Südwestküste der Anvers-Insel.
Eine hydrographische Einheit der Royal Navy nahm seine Vermessung zwischen 1956 und 1957 vor. Das UK Antarctic Place-Names Committee benannte ihn 1959 nach der Geräuschentwicklung, die sich beim Brechen der Wellen an diesem Felsen aus südwestlicher Richtung einstellt. 